# Außerordentlicher FDP-Bundesparteitag 2009 (Oktober)
Koordinaten: 52° 28′ 24,9″ N, 13° 24′ 5,7″ O
Den zweiten außerordentlichen Bundesparteitag 2009 hielt die FDP am 25. Oktober 2009 in Berlin ab. Es handelte sich um den 21. außerordentlichen Bundesparteitag der FDP in der Bundesrepublik Deutschland. Der Parteitag fand im Hangar 2 des Berliner Flughafens Tempelhof statt.

## Verlauf

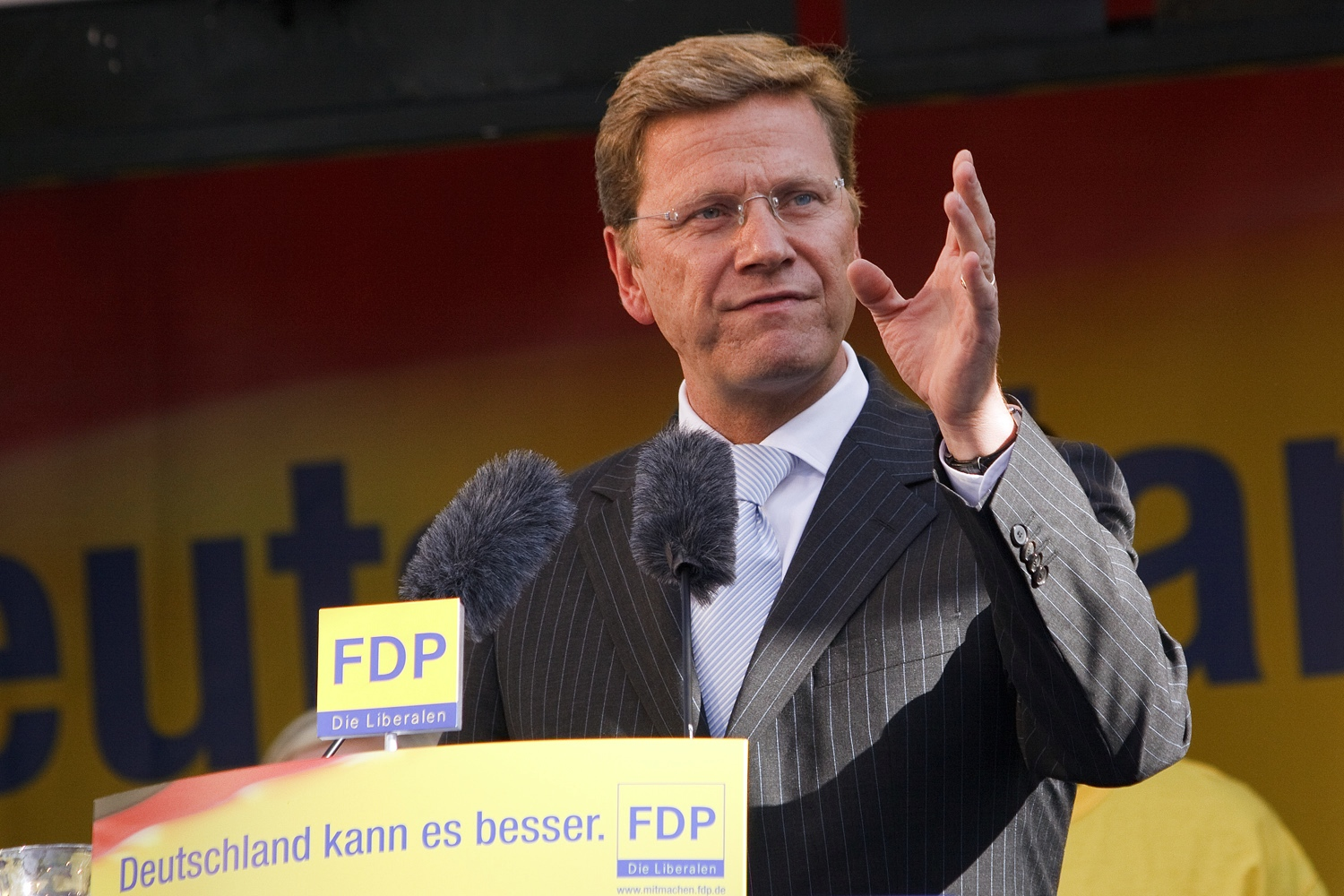
Guido Westerwelle, 2009

Der Parteitag unter dem Vorsitz von Guido Westerwelle billigte einstimmig den nach der Bundestagswahl ausgehandelten Koalitionsvertrag „Mit Mut zur Zukunft – Für unser Land“ mit der CDU/CSU. Außerdem stimmten die Delegierten den Personalvorschlägen für Minister und parlamentarische Staatssekretäre zu.